# 구제촌 (오사카부)
촌(일본어: 久世村)은 일본 오사카부 센보쿠군에 설치되었던 촌이다. 현재의 사카이시 나카구에 해당한다.